# Сидоренко, Виктор Дмитриевич (художник)
Виктор Дмитриевич Сидоренко (укр. Віктор Сидоренко; род. 31 декабря 1953, в Талды-Кургане, Казахская ССР, СССР) — украинский живописец, куратор, автор объектов и фотокомпозиций, также научных и публицистических текстов.
Действительный член (академик) и президент Национальной академии искусств Украины (с 2022, вице-президент с 1996). Народный художник Украины (1998). Кандидат искусствоведения (2005), профессор живописи (2002).
В 2001 основал и возглавил Институт Проблем Современного Искусства Национальной академии искусств Украины.

## Биография
Родился в семье репрессированных сталинским режимом. С 8 лет занимается живописью, с 10 лет увлекается фотографией. По окончании средней школы и обязательной службы в армии поступает в Харьковский художественно-промышленный институт (Харьковская государственная академия дизайна и искусств), который с отличием заканчивает в 1979 году. Ученик лауреата Сталинской премии, профессора Б. В. Косарева. В 1985 году становится аспирантом творческих мастерских АХ СССР (научный руководитель — академик АХ СССР, народный художник СССР, лауреат Государственных премий СССР, профессор С. А. Григорьев). Параллельно работает художником-постановщиком на съемках фильма «Анатомия чуда», реж. В. Иванов). В 1989—1991 годах — народный депутат СССР (от Союза художников Украиинской ССР). С 1996 живёт и работает в Киеве. В 2001 году основывает Институт проблем современного искусства Национальной академии искусств Украины, который осуществляет фундаментальные научные исследования в области всех видов современного искусства, практические и изыскательские действия, нацеленные на развитие профессионального актуального искусства, внедрение новых художественных технологий и практик.

## Творчество
Виктор Сидоренко является одним из ярких представителей Современного Украинского Искусства. Путь В. Сидоренко от реализма к неоавангардизму — это в первую очередь дань полной свободе творчества последнего поколения, выросшего и работавшего при тоталитарном режиме. Время, Память и История — центральные идеи его проектов, экстраполирующие свою поливариантность и различные прочтения в язык визуальных образов и конструкций. В сферу творческих интересов художника входят специфические реалии нашего времени — проблемы памяти, наследие посттоталитарных рудиментов, вопросы идентификации личности в современном все более усложняющемся мире, перспективы человека в новой глобализационной модели жизнеустройства. Кроме того, исследовательская направленность его творчества также касается и прошлого, но с подчеркнуто деидеологизированным отношением к культурному наследию, с использованием возможностей арсенала новых медиа.
С момента создания проекта «Амнезия» (1995) идея «возобновления в памяти фрагментов прошлого» уже не будет оставлять творческого сознания Виктора Сидоренко и каждый следующий его проект строиться на основе его личного опыта.
Объектом исследования художника в проекте «Ритуальные танцы» (1997) становится тема тоталитаризма в любых его формах и проявлениях. Автор рассматривает его как глобальное явление идеологической несвободы, то ли политического режима, то ли сектантства, религиозной диктатуры, в котором все направлено на поглощение человека не только духовно, но и физически. Проект сознательно исключает любую пространственную и временную конкретность и лишен ностальгических рефлексий относительно советского прошлого. Его главная задача в отображении особенного ощущения пароксизма, кризиса и духовной деградации, которые непременно присутствуют в сознании человека, живущего в тоталитарной действительности.
Общий распад системы традиционно-гуманистических ценностей — в проекте «Цитохронизмы» (2002), в котором фактурный кракелюр олицетворяет «астеничный синдром». Художник проникает в другую, менее проработанную живописи тему — микроструктуры мира и связи с реальным миром, влияния, а также действия эмпирического пространства.
Проект «Жернова времени» (2003), созданный в рамках неоклассических тенденций, — многослойная работа, тема которой — процесс Создания. Возможность получать различные модификации в конкретном выставочном пространстве без потери как основного концепта, так и предполагаемой последовательной гибкости осмысления всех медийных компонентов, подтверждает тезис о том, что целостность визуального восприятия «текущего момента» — это скорее поток фрагментов, понятых в процессе, в движении чувств и смоделированных сознанием, воображением, ностальгически ищущих единство и последовательность.
Поиски собственной идентичности в социальном коллективе заканчиваются торжеством унификации — так художник предлагает расшифровать слово-гибрид, вынесенное в название экспозиции «Аутентификация» (2006). На этом автор не останавливается: приведенный в действие механизм, генерирующий метафоры, заставляет его в бытовой стрижке разглядеть прообраз мумификации. Этот триумф тела выглядит как превращение туловища в болванку, по которой отливается гипсовый манекен, окончательно заменяющий человека в социуме. Только у этого манекена и есть шанс выжить и обрести бессмертие.
В проекте «Левитация» (2008—2009), художник предоставляет преимущество оптической иллюзионистской игре, которая создается плотным и вязким красным цветом пространства с крупноформатными живописными плоскостями и инсталляцией.
Мужские фигуры в полный рост парят в воздухе, заставляет терять ориентиры и координаты, а с ними — и самого себя.

## Награды
Государственные награды
- Орден «За заслуги» I степени (23 августа 2024 года) — за значительные заслуги в укреплении украинской государственности, мужество и самоотверженность, проявленные в защите суверенитета и территориальной целостности Украины, весомый личный вклад в развитие различных сфер общественной жизни, добросовестное исполнение профессиональной обязанности[4]
- Орден «За заслуги» II степени (18 августа 2009 года) — за значительный личный вклад в социально-экономическое, культурное развитие Украинского государства, весомые трудовые достижения и по случаю 18-й годовщины независимости Украины[5]
- Орден «За заслуги» III степени (?)
- Народный художник Украины (7 октября 1998 года) — за значительный личный вклад в развитие национального изобразительного искусства, весомые творческие достижения[6]
- Заслуженный деятель искусств Украины (1992)

Правительственные награды
- Почётная грамота Кабинета Министров Украины (29 декабря 2003 года) — за весомый личный вклад в развитие культуры и искусства, высокий профессионализм и многолетний добросовестный труд[7]

Награды на фестивалях и выставках
- 1996, Киев, Украина. Лауреат «Золотого сечения» на Арт-фестивале.
- 2000, Киев, Украина. Лауреат «Золотой Палитры» на «Миллениум-вернисаже».
- 2003, Киев, Украина. Золотая медаль Академии искусств Украины.
- 2005, Магдебург, Германия. Автор лучшего проекта V международного фестиваля искусств.

## Биеннале
- 2003 — «Жернова времени», персональный проект на 50-й Международной выставке современного искусства в Венеции. Автор и куратор проекта.
- 2007 — «Поэма о внутреннем море», украинский проект на 52-й Международной выставке современного искусства в Венеции. Сокуратор.

## Коллекции
- Национальный художественный музей Украины
- Харьковский художественный музей, Украина
- Днепропетровский художественный музей, Украина
- Запорожский художественный музей, Украина
- Николаевский художественный музей, Украина
- Музей современного искусства KIASMA, Хельсинки, Финляндия
- Измаильская картинная галерея, Украина
- Министерство культуры и искусств Украины, Украина
- Йельский университет, Школа искусств, США
- Президентский Дворец, Алматы, Казахстан